# 데자키 오사무
데자키 오사무(일본어: 出崎統, 1943년 11월 18일 ~ 2011년 4월 17일)는 일본의 애니메이션 감독이다. 내일의 죠, 에이스를 노려라! 베르사유의 장미 등의 애니메이션을 감독하였다.